# Gadsden (Tennessee)
Pour les articles homonymes, voir Gadsden.
Gadsden est une municipalité américaine située dans le comté de Crockett au Tennessee. Lors du recensement de 2010, sa population est de 470 habitants.
Gadsden se développe grâce à la production de fraises et devient une municipalité en 1867. Elle est nommée en l'honneur de James Gadsden. Desservie par la U.S. Route 70/79, la municipalité s'étend sur une superficie d'environ 1,09 mille carré (2,82 km2).